# Road to Ruin (Ramones)
Road to Ruin è il quarto album del gruppo punk Ramones, uscito nel 1978.
Si tratta del primo album con Marky Ramone alla batteria.

## Tracce
1. I Just Want to Have Something to Do - 2:42 - (Ramones)
2. I Wanted Everything - 3:19 - (Ramones))
3. Don't Come Close - 2:45 - (Ramones)
4. I Don't Want You - 2:26 - (Ramones)
5. Needles and Pins - 2:21 - (Sonny Bono/Jack Nitzsche)
6. I'm Against It - 2:07 - (Ramones)
7. I Wanna Be Sedated - 2:29 - (Ramones)
8. Go Mental - 2:41 - (Ramones)
9. Questioningly - 3:22 - (Ramones)
10. She's the One - 2:12 - (Ramones)
11. Bad Brain - 2:24 - (Ramones)
12. It's a Long Way Back - 2:21 - (Ramones)

## Formazione
- Joey Ramone - voce
- Johnny Ramone - chitarra
- Dee Dee Ramone - basso e voce d'accompagnamento
- Marky Ramone - batteria